# 서울 진관사 명호스님 초상
진관사 명호스님 초상(津寬寺 명호僧 肖像)은 서울시 은평구 진관외동에 위치한 진관사의 칠성각에 봉안된 영정이다. 2002년 3월 15일 서울특별시의 유형문화재 제148호로 지정되었다.

## 개요
진관사는 고려 현종이, 왕위에 오르기 전 자신의 목숨을 구해준 진관조사의 은혜에 보답하기 위해 지은 절로서 조선시대에는 수륙재의 근본 도량이었다. 현재 대웅전과 명부전을 비롯해 홍제루, 동정각, 나한전, 독성각, 칠성각, 나가원, 객실 등의 건물이 있다.
이 영정은 가로 83cm, 세로 1.1m 크기로 그림 중앙에는 경상을 앞에 두고 정면을 향한 채 바닥에 결가부좌한 스님의 모습을 가득 그렸으며 스님의 옆으로는 불자와 두루마리를 든 시자를 배치했다.
제작연대와 화가의 기록이 없어 조성연대, 畵僧 등에 대해서는 알 수 없으나 전체적인 구도와 채색 등으로 볼 때 조선 후반기(19세기말～20세기 초반)에 제작된 것으로 추정된다. 贊詩와 한글 제목이 적혀 있는 등 다른 影幀에서는 볼 수 없는 특징을 지니고 있어 자료적으로 주목되는 작품이다.

## 지정 사유
이 불화는 현재 진관사 칠성각의 칠성도 향우측에 봉안된 영정으로서 세로 106.2cm×83.0cm에 달한다. 화면의 왼쪽 상단에는 세로로 “影入山水圖 □珠看經”으로 시작되는 4줄의 贊詩가 적혀 있고, 오른쪽 상단에는 한글로 “인사졀 명호불영뎡”이라 적혀 있어 인사사(인수사?)의 명호스님 영정을 그린 것으로 추정된다.
그림의 중앙에는 經床을 앞에 두고 정면을 향한 채 바닥에 結跏趺坐한 스님의 모습을 화면 가득 그렸는데 스님의 옆으로 拂子와 두루마리를 든 侍者를 배치한 특징적인 화면 구성을 보여준다.
제작연대와 화가의 기록이 없어 조성연대, 畵僧 등에 대해서는 알 수 없으나 전체적인 구도와 채색 등으로 볼 때 조선 후반기(19세기말～20세기 초반)에 제작된 것으로 추정된다. 贊詩와 한글 제목이 적혀 있는 등 다른 影幀에서는 볼 수 없는 특징을 지니고 있어 자료적으로 주목되는 작품이다.

## 참고자료
- 서울 진관사 명호스님 초상 - 국가유산청 국가유산포털

 본 문서에는 서울특별시에서 지식공유 프로젝트를 통해 퍼블릭 도메인으로 공개한 저작물을 기초로 작성된 내용이 포함되어 있습니다.